# Даніеле Бонера
Даніеле Бонера (італ. Daniele Bonera, нар. 31 травня 1981, Брешія) — італійський футболіст, захисник. Після завершення кар'єри — тренер. З липня 2019 займає посаду тренера у «Мілані».
Насамперед відомий виступами за «Парму», «Мілан», а також національну збірну Італії.

## Клубна кар'єра
Вихованець футбольної школи клубу «Брешія». Дорослу футбольну кар'єру розпочав 1998 року в основній команді того ж клубу, в якій провів чотири сезони, взявши участь у 60 матчах чемпіонату.
Своєю грою за цю команду привернув увагу представників тренерського штабу клубу «Парма», до складу якого приєднався 2002 року. Відіграв за пармську команду наступні чотири сезони своєї ігрової кар'єри. Більшість часу, проведеного у складі «Парми», був основним гравцем захисту команди.
До складу клубу «Мілан» приєднався у липні 2006 року. За час виступів за «россо-нері» виборов титул переможця Ліги чемпіонів УЄФА, ставав володарем Суперкубка УЄФА та клубним чемпіоном світу, а також става чемпіоном і володарем суперкубка Італії. Всього провів у команді дев'ять років своєї кар'єри гравця, зігравши за цей час 201 матч у всіх турнірах. 
Влітку 2015 року на правах вільного агента підписав крнтракт з іспанським «Вільярреалом».

## Виступи за збірні
Протягом 2000—2004 років залучався до складу молодіжної збірної Італії. На молодіжному рівні зіграв у 39 офіційних матчах. У складі олімпійської збірної Італії завоював бронзову медаль на олімпійських іграх 2004 в Греції.
5 вересня 2001 року дебютував в офіційних матчах у складі національної збірної Італії. Всього провів у формі головної команди країни 16 матчів.
| Дата       | Місто      | Господарі | Результат | Гості             | Турнір            | Голи | Примітки |
| ---------- | ---------- | --------- | --------- | ----------------- | ----------------- | ---- | -------- |
| 05/09/2001 | П'яченца   | Італія    | 1 – 0     | Марокко           | товариський матч  | -    |          |
| 17/04/2002 | Мілан      | Італія    | 1 – 1     | Уругвай           | товариський матч  | -    |          |
| 03/06/2003 | Кампобассо | Італія    | 2 – 0     | Північна Ірландія | товариський матч  | -    |          |
| 04/09/2004 | Палермо    | Італія    | 2 – 1     | Норвегія          | Відбір до ЧС 2006 | -    |          |
| 08/09/2004 | Кишинів    | Молдова   | 0 – 1     | Італія            | Відбір до ЧС 2006 | -    |          |
| 09/10/2004 | Цельє      | Словенія  | 1 – 0     | Італія            | Відбір до ЧС 2006 | -    |          |
| 09/02/2005 | Кальярі    | Італія    | 2 – 0     | Росія             | товариський матч  | -    |          |
| 26/03/2005 | Мілан      | Італія    | 2 – 0     | Шотландія         | Відбір до ЧС 2006 | -    |          |
| 04/06/2005 | Осло       | Норвегія  | 0 – 0     | Італія            | Відбір до ЧС 2006 | -    |          |
| 12/10/2005 | Лечче      | Італія    | 2 – 1     | Молдова           | Відбір до ЧС 2006 | -    |          |
| 31/05/2006 | Женева     | Швейцарія | 1 – 1     | Італія            | товариський матч  | -    |          |
| 17/10/2007 | Сієна      | Італія    | 2 – 0     | ПАР               | товариський матч  | -    |          |
| 21/11/2007 | Модена     | Італія    | 3 – 1     | Фарерські острови | Відбір до ЧЄ 2008 | -    |          |
| 20/08/2008 | Ніцца      | Італія    | 2 – 2     | Австрія           | товариський матч  | -    |          |
| 15/10/2008 | Лечче      | Італія    | 2 – 1     | Чорногорія        | Відбір до ЧС 2010 | -    |          |
| 19/11/2008 | Афіни      | Греція    | 1 – 1     | Італія            | товариський матч  | -    |          |
| Усього     |            | Матчів    | 16        |                   | Голів             | 0    |          |

## Титули і досягнення
- Чемпіон Італії (1):

«Мілан»: 2010-11
- Володар Суперкубка Італії (1):

«Мілан»: 2011
- Переможець Ліги чемпіонів УЄФА (1):

«Мілан»: 2006-07
- Володар Суперкубка УЄФА (1):

«Мілан»: 2007
- Клубний чемпіон світу (1):

«Мілан»: 2007
- Чемпіон Європи (U-21): 2004
- Бронзовий олімпійський призер: 2004